# Universität Mailand-Bicocca

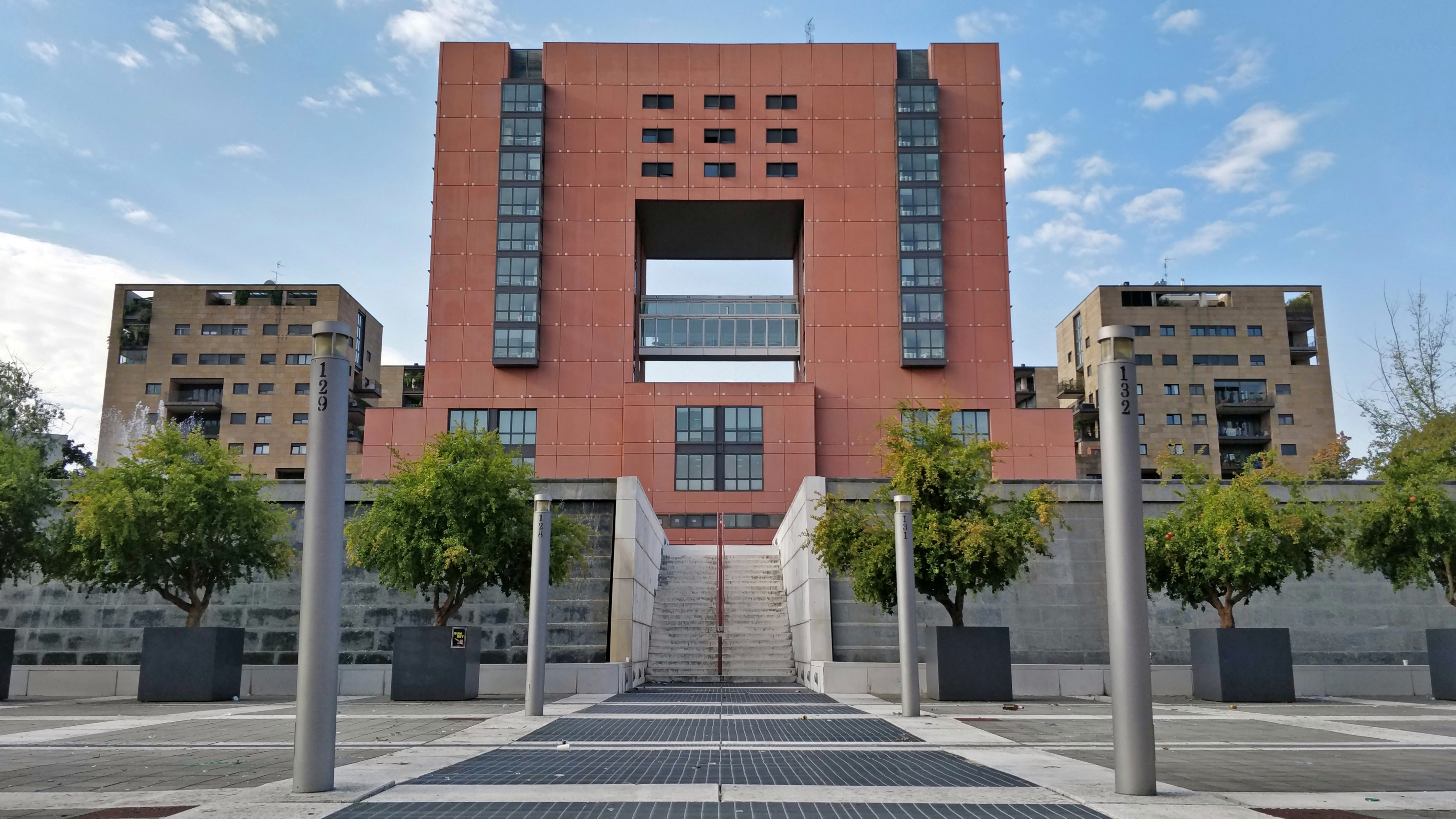
Hauptgebäude der Università degli Studi di Milano-Bicocca

Die Università degli Studi di Milano-Bicocca, kurz UNIMIB, ist eine 1998 gegründete staatliche Universität mit Hauptsitz in Mailand und Monza in der italienischen Region Lombardei.
Die Universität von Mailand-Bicocca hat ihren Ursprung in der Spaltung der Universität Mailand, die in den 1990er Jahren mit etwa 90.000 Studierenden überfüllt war. Als Standort für die neue Universität wurde ein großes Gebiet im Norden Mailands, die Bicocca, ausgewählt. Der neue Campus aus den 1980er Jahren befindet sich auf dem ehemaligen Industrieareal von Pirelli, das von dem Architekten Vittorio Gregotti als Universitätsstandort als städtischen Komplex, Forschungslabors und Studentenwohnheime beplant wurde. Die Universität wurde am 10. Juni 1998 offiziell gegründet.
Milan-Bicocca ist eine multidisziplinäre Universität, die eine breite Palette von akademischen Programmen in verschiedenen Disziplinen bzw. Fachbereichen (dipartimenti) anbietet.

## Dipartimenti – Fachbereiche
- Dipartimento di Economia, metodi quantitativi e strategie di Impresa – Fachbereich für Wirtschaftswissenschaften, Quantitative Methoden und Unternehmensstrategien
- Dipartimento di Scienze economico-aziendali e diritto per l'economia – Fachbereich Wirtschafts- und Betriebswissenschaften und Wirtschaftsrecht
- Dipartimento di Statistica e metodi quantitativi – Fachbereich für Statistik und Quantitative Methoden
- Dipartimento di Giurisprudenza – Fachbereich Rechtswissenschaften
- Dipartimento di Medicina e chirurgia – Fachbereich für Medizin und Chirurgie
- Dipartimento di Psicologia – Fachbereich Psychologie
- Dipartimento di Biotecnologie e bioscienze – Fachbereich Biotechnologie und Biowissenschaften
- Dipartimento di Fisica "Giuseppe Occhialini" – Fachbereich Physik "Giuseppe Occhialini"
- Dipartimento di Informatica, sistemistica e comunicazione – Fachbereich für Informatik, Systemtechnik und Kommunikation
- Dipartimento di Matematica e applicazioni – Fachbereich für Mathematik und Angewandte Mathematik
- Dipartimento di Scienza dei materiali – Fachbereich für Materialwissenschaften
- Dipartimento di Scienze dell'ambiente e della Terra – Fachbereich für Umwelt- und Geowissenschaften
- Dipartimento di Scienze umane per la formazione "Riccardo Massa" – Fachbereich für Geisteswissenschaften "Riccardo Massa"
- Dipartimento di Sociologia e ricerca sociale – Fachbereich Soziologie und Sozialforschung

## Schulen
- Scuola di Economia e Statistica – Fakultät für Wirtschaft und Statistik
- Scuola di Scienze – Wissenschaftliche Hochschule[1]